# سینه‌سرخ جلوآبی
سینه‌سرخ جلوآبی (نام علمی: Cinclidium frontale) نام یک گونه از تیره مگس‌گیران است.
سینه‌سرخ جلوآبی در بوتان، جمهوری خلق چین، هند، لائوس، تایلند، ویتنام و احتمالاً نپال زندگی می‌کند. زیستگاه طبیعی آن جنگل‌های معتدله است.